# Нощен пазар
Нощен пазар или нощен базар е вид пазар, който работи през нощта и по принцип е пригоден за по-спокойно разхождане, пазаруване и ядене отколкото дневните пазари. Обикновено е на открито.

## Географско разпространение
Нощните пазари са разпространени в Азия и най-вече в Източна и Югоизточна Азия: Китай, Тайван, Хонконг, Макао, Южна Корея, Япония, Тайланд, Камбоджа, Виетнам, Сингапур, Малайзия, Индонезия и Филипините. Все пак, нощните пазари са най-разпространени сред етническите китайски икономически и културни дейност. Едни от най-известните нощни пазари се намират в Тайпе, Гаосюн, Шанхай, Хонконг и Банкок. Срещат се и из китайските квартали по света.

### Тайван
В Тайван съществуват множество нощни пазари във всеки по-голям град. По-големите и по-официални пазари понякога заемат специално построени за целта здания. По-малките пазари са разположени на улици и пътища, които са оживени през деня. Временните нощни пазари са последователни в местоположенията си: в повечето големи градове те се разполагат на по-малки, паралелни или близки улици до главна пътна артерия. Въпреки че сергиите на нощните пазари се появяват през нощта и изчезват през деня, повечето търговци се връщат на същото място на следващата вечер. Нощните пазари не се затварят, но отделните сергии може да затворят на произволен принцип, поради ваканции, болест или друга причина. По-голямата част от нощните сергии има бели платнени покриви и ярки светлини. Това придава на временни нощни пазари фантастична и карнавална атмосфера.
Когато нощен пазар се развива на улица, първоначалният отзив невинаги е положителен – считани са за шумни, а посетителите често оставят боклуци, които собствениците на дневните магазини трябва да изчистят. С популяризирането на нощния пазар, обаче, общественият отзив преминава към по-положителен, а дневните магазинери се съобразяват. В резултат дневните магазини стоят отворени до по-късно, защото вечерно време се появяват нови клиенти. Нощните пазари могат да увеличат рентабилността и често водят втори тип посетители, които са различни от дневните. Например един дневен магазин може по принцип да продава билки. През нощта същият магазин може да продава чай с мед, който ще привлече клиенти от по-млада възрастова група, които са по-голямата част от посетителите на нощните пазари. Докато някои пазари са специализирани (например в даден тип храна), повечето са смесица от индивидуални сергии, предлагащи облекла, дрехи и особено напитки. Обикновено са претъпкани и шумни, с викащи търговци и бърза музика, идваща от тонколони. Някой търговци могат да се възползват от неофициалността на пазара и да предлагат фалшиви или пиратски стоки. Нощните пазари обикновено отварят към 6 вечерта и работят до след полунощ.
По-големите нощни пазари често имат договори, чрез които търговците могат да се снабдят с комунални услуги, като електрификация и водоснабдяване. Някои пазари даже включват основно чистене в цената. В постоянните нощни пазари има по-засилено полицейско присъствие, в сравнение с временните нощни пазари.

### Индонезия, Малайзия и Сингапур
Нощните пазари в Индонезия, Малайзия и Сингапур често се наричат „пасар малам“ (pasar malam) от местните жители, което буквално преведено означава „нощен пазар“. Пазарите носят със себе си множество сергии, обикновено предлагащи плодове, зеленчуци, неща за бързо хапване, играчки, облекла, дискове с филми и украшения на ниски цени. Пасар маламите обикновено се задържат от един до няколко дни през седмицата, тъй като търговците обикалят из различни квартали в различните дни от седмицата. Пазарлъци над цената са често срещана практика при такива пазари.
В днешно време няколко квартала в Джакарта и други провинции в Индонезия имат ежеседмичен пасар малам, обикновено всяка събота вечер на местен площад или други открити пространства. В Индонезия пасар малам са се превърнали в ежеседмично място за разпускане на местните семейства. Освен да продават различни стоки и храни, някои пазари също така предлагат детски пътувания и карнавални игри, като мини въртележки или мини обиколка с влакче.

### Северна Америка
Нощни пазари има из няколко района на Северна Америка, особено на Западното крайбрежие, където тайвански студентски организации създават годишни мероприятия с нощни пазари за да пресъздадат веселата атмосфера и за да отпразнуват уникалната култура на тези пазари. В Китайския квартал в Сан Франциско, голям нощен пазар с почти сто сергии се организира всяка събота през есента. В Китайския квартал във Ванкувър, Британска Колумбия, големи нощни пазари се събират всеки петък, събота и неделя от май до септември. Нощният пазар в Санта Анита Парк, Аркадия (предградие на Лос Анджелис) е считан за най-големия нощен пазар в САЩ.